# Aleksandrs Grīns
Aleksandrs Jēkabs Grīns (ur. 15 sierpnia 1895 we wsi Birži koło Jēkabpils, zm. 25 grudnia 1941 w Astrachaniu) – łotewski wojskowy i pisarz, uczestnik walk w I wojnie światowej.
Po ukończeniu gimnazjum w Kiesiu zaciągnął się na ochotnika do armii rosyjskiej, walcząc w jej szeregach podczas I wojny światowej. W międzyczasie zdobył wojskowe wykształcenie w Szkole Podchorążych im. Alieksieja w Moskwie (1915). Od sierpnia 1916 roku dowodził pułkiem strzelców łotewskich w Rosji.
Na wiosnę 1919 roku walczył w szeregach łotewskiej armii radzieckiej, by po miesiącu przenieść się do narodowej armii Łotwy. W 1920 roku uzyskał stopień kapitana. Zajmował się dziennikarstwem wojskowym: od 1920 do 1924 roku zastępował redaktora naczelnego militarnego pisma Latvijas kareivis.
W 1924 roku odszedł do rezerwy, poświęcając się działalności pisarskiej (w latach 1932–1934 wydał dwutomową powieść o I wojnie światowej Dvēseļu putenis), by powrócić do wojska w 1936 roku. Zajmował się wówczas ochroną granic państwa.
We wrześniu 1940 roku wcielono go do Armii Czerwonej. Na krótko przed końcem okupacji radzieckiej w czerwcu 1941 roku został aresztowany przez NKWD i przewieziony do Astrachania, gdzie zamordowano go jeszcze w święta Bożego Narodzenia tego samego roku.

## Publikacje
- Nameja gredzens (1931)
- Dvēseļu putenis (Zawieja dusz, część I, 1933)
- Debesu ugunis (nepabeigts, 1934)
- Dvēseļu putenis (II część, 1934)
- Tobago (1934)
- Pelēkais jātnieks (1937)
- Meža bērni (1938)
- Trylogia Saderinātie I część Pelēkais jātnieks (1938)
- Trylogia Saderinātie II część Sarkanais jātnieks (1938)
- Trīs vanagi (1938)
- Zemes atjaunotāji, I część: Meža bērni (1939)
- Zemes atjaunotāji, II część: Atdzimusī cilts (1939)
- Trylogia Saderinātie, III część: Melnais jātnieks (1940)
- Pārnākšana (1941)